# 彩京
彩京（さいきょう、英語表記：Psikyo）は、かつて存在したゲーム製作会社。
下記「概要」に記した経緯を経て、現在は会社存続当時に製作した一連のゲーム作品を統合するゲームブランドとなっている。

## 概要
1992年、ビデオシステム社（現在企業体としては事実上消滅）がリリースしていた『ソニックウィングス』の開発チームが独立し、株式会社彩アート京都（さいアートきょうと）を設立。1995年、株式会社彩京に社名変更。
以降、アーケードゲーム市場向けにシューティングゲームや麻雀ゲームを多数制作する傍ら、1998年からはアミューズメント施設の運営を手がけ、栃木県、宮城県などに直営店を出店していた。
しかし2000年に差し掛かる頃にはアミューズメント事業の失敗、アーケード向けのシューティングゲームの低迷が重なり、パチンコやパチスロといった遊戯機器の開発等も行っていた。2002年、社長同士のつきあいがあったクロスノーツに吸収合併され、2003年には京都にあったゲーム開発部署も解散した。
一時期、株式会社クロスノーツがゲーム製作ブランドとして「彩京」を用いたが、2006年の『対戦ホットギミック 未来永劫』を最後に発売実績が途絶えた。親会社のクロスノーツ社も、2009年にPSP版『ストライカーズ1945 PLUS』のリリース（発売元はアークシステムワークス）を最後に活動を停止した。

### 2009年以降に出た作品の販売元について
- 2007年、彩京の元ゲーム制作スタッフ（プログラマー）である原神敬幸がソフトメーカー「株式会社ゼロディブ」（Zerodiv Inc.）を設立（アクワイアの子会社[1]）。2017年8月3日にリリースした 『ガンバリッチ for Nintendo Switch』より、彩京のゲーム作品を多数Nintendo Switch用ソフトとして配信した。2018年には、これらをパッケージソフト化した『彩京コレクション』を韓国のみでリリースした。一連の配信版における著作権表記は「©Psikyo Produced by Zerodiv Inc.」。
- 2011年、PlayStation 3のゲームアーカイブスで配信された『ストライカーズ1945II』は、同年にアクワイアを子会社化したガンホー・オンライン・エンターテイメントが配信元となっているが、版権の保有については公式発表がなく不明である。この時点での著作権表記は「©X-nauts・Psikyo All rights reserved.」となっている。
- 2019年3月、株式会社シティコネクションの完全子会社になり[2]、原神は執行役員にも就任。同年7・8月には、前述の『彩京コレクション』を日本語ローカライズした『彩京 SHOOTING LIBRARY』Vol.1/2をリリース[3]（販売元はシティコネクション）。本作の著作権表記は「Psikyo Published by CITY CONNECTION CO., LTD.」となっている。
- 2025年2月、株式会社エディアの完全子会社になり。[4]

## 開発作品の特色
同社のシューティングゲームは彩京弾と呼ばれる高速敵弾を特徴としており、その独特の構成から「彩京シューティング」と呼称される一カテゴリを築いた。
彩京弾の特色としては
- 敵弾が異様なほど高速で飛んでくる。
- 奇数弾（3Way,5Way弾）と偶数弾（2Way,4Way弾）の組み合わせでワンセットの弾幕を形成する。
- 上記の高速弾に低速弾を絡めた、緩急と法則性の強い攻撃。

といった点が挙げられる。
非常に弾速が高く攻撃範囲も広い彩京弾を軸としている彩京シューティングは、敵弾を見てからの「アドリブ避け」が難しい。一方で敵の攻撃は強い法則性に基づいて構成されているため、動き方とタイミングを覚えて自機を動かす（いわゆる「パターン化する」）ことで、見た目よりも遥かに簡単に避けることが可能になっている。
それまでのシューティングゲームはアドリブ避けの技術や反射神経が第一に問われるような構成が多かったため、動き方を覚えることで誰にでも敵弾をすり抜ける快感を味わえる彩京シューティングの台頭は幅広い層のプレイヤーの支持を得ることに成功し、沈滞気味にあった90年代のシューティング界に大きな影響を与えた（ただし、2周目は破壊した敵がランダム性の強い撃ち返し弾を放つようになるため、よりアドリブ避けのセンスと反射神経が重要になっていることが多く、その難易度も1周目の比ではない）。
また、当時爆発的な人気を呼んでいた格闘ゲームの影響も随所に見られ、短い時間で気軽に楽しめる作品や、キャラクター性の強い作品を多くリリースするという点でも人気を集めた。
特にキャラクター面では中村博文、司淳、寺田克也などのイラストレーターをキャラクターデザインに起用し、風雲はだか侍「アイン」、爆乳巫女「こより」、性悪魔法少女「マリオン」といったキャラクターを輩出。『戦国エース』『ガンバード』各シリーズでは、『ソニックウィングス』シリーズから引き継がれた2人プレイ時のキャラクターの組み合わせによるマルチストーリーシステムを採用するなど力を入れており、新声社の『ゲーメスト』誌上を中心にグッズやイラスト集などの展開も行っていた。
多くのシューティングタイトルのインストラクションカードでは各キャラクターにキャッチコピーが付けられていたのも特徴で、「男ならこれを選べ!!」という文句は彩京シューティングを象徴するフレーズとなっている。
麻雀ゲームにおいても成年コミック誌とのコラボレーション、実写のバカバカしい必殺技が飛び交う対戦モードなど、独自の展開によって人気を確立した。
倒産した東亜プランと入れ替わる形でシューティングゲーム界に登場し、初心者でも気軽に楽しめる作風でシューティング復権の一翼を担った彩京だったが、多くのシューティングメーカーが辿った道と同じように、90年代終盤からは極端に難易度が高騰した作品を連発するようになり、プレイヤーの支持を失う結果となった。最盛期には同じく新興のシューティングメーカーであったケイブやライジングと覇を争うように活発に作品をリリースしていたが、結果的にはケイブが生き残った一方で彩京、ライジングは失速することとなった。そして、シューティングや格闘ゲームの衰退と、音楽ゲームや対戦アクションゲームなどの新興ジャンルの台頭によるアーケードゲーム界の構造の変化も決定的なものとなっていた。

## 主な作品

### シューティングゲーム
- 1993年 - 戦国エース
- 1994年 - ガンバード
- 1995年 - ストライカーズ1945
- 1996年 - 戦国ブレード
- 1997年 - ストライカーズ1945II
- 1997年 - ソルディバイド（アクションシューティング）
- 1998年 - ゼロガンナー
- 1998年 - ガンバード2
- 1998年 - スペースボンバー/スペースボンバーVer.B
- 1999年 - ストライカーズ1945PLUS
- 1999年 - ストライカーズ1999
- 1999年 - パイロットキッズ
- 2000年 - ドラゴンブレイズ
- 2000年 - ガンスパイク（アクションシューティング、カプコンとの共同開発）
- 2001年 - ゼロガンナー2

### その他
- 対戦ホットギミックシリーズ
- バトルクロード
- 堕落天使
- ロードランナー・ザ・ディグファイト
- ガンバリッチ